# ادوارد زورینسکی
ادوارد زورینسکی (به انگلیسی: Edward Zorinsky) سناتور سابق عضو حزب دموکرات ایالات متحده آمریکا بود. وی در سال ۱۹۷۷ تا ۱۹۸۷ میلادی سناتور ایالت نبراسکا در سنای ایالات متحده آمریکا بود.